# Balthazard-Marie Émérigon
Balthazard-Marie Émérigon (né le 4 décembre 1716 - mort le 2 avril 1784 à Marseille), avocat au Parlement de Provence, conseiller au Siège de l'Amirauté de Marseille, spécialiste de droit maritime et du droit des assurances, est un célèbre jurisconsulte du XVIIIe siècle.

## Biographie
Fils d'un procureur au Parlement d'Aix, Balthazard-Marie Émérigon grandit dans une famille de 13 enfants, dont 6 garçons devenus juristes. Devenu avocat à Marseille, il est aussi consultant et fait des arbitrages. Pendant plusieurs années, jusqu'en 1760, il est en même temps conseiller à l'Amirauté de Marseille. Il est procureur à la Cour d'Aix en 1776. Lorsqu'il quitte ses fonctions, le Roi le nomme lieutenant de la prévôté de la Marine et lui alloue une pension de 300 livres. 
Émerigon  collabore avec Valin au commentaire de l'ordonnance de 1681 sur la marine. Son Traité des assurances et des contrats à la grosse de 1783, traduit et utilisé en Amérique dès 1811, fait autorité grâce à sa méthode qui permettait de proposer diverses solutions selon les différentes lois étrangères utilisées, ce qui en fait un des pionniers du droit comparé.

## L'affaire duComte d'Estaing
En 1773, le négociant marseillais Charles Salles qui a fait assurer son brigantin, le Comte d’Estaing, pour « la traite des nègres », se retourne contre ses assureurs pour la perte de son bâtiment et de sa cargaison d’esclaves révoltés qui en sont la cause. Les assureurs considèrent sans fondement la requête du négociant et choisissent, pour se défendre, le jurisconsulte Balthazard-Marie Émérigon, spécialisé dans les assurances, qui soutient que les hommes ne sont pas des marchandises. Lors du procès, l'avocat Balthazard-Marie Émérigon développe une plaidoirie argumentée contre la traite et l’esclavage :
« L’homme n’est ni une chose, ni une marchandise propre à devenir la matière d’une assurance maritime (...) Dire que les esclaves noirs sont des choses et des marchandises, c’est se dégrader soi-même en dégradant la nature humaine ».
En s’opposant au principe qui faisait des esclaves des « êtres meubles », le jurisconsulte se dresse contre le Code Noir et soutient que les esclaves ont raison de repousser la force par la force. Le propos dépasse le cadre d’une affaire d’assurance maritime quand Émérigon s’interroge sur le principe même de la colonisation : 
« L’armateur courbé sur son comptoir règle, la plume à la main, le nombre d’attentats qu’il peut commettre sur la côte de Guinée. Il examine à loisir combien chaque nègre lui coûtera de fusils à livrer pour entretenir la guerre qui fournit les esclaves et les chaînes de fer pour les tenir garrotés sur son navire. Le capitaine négrier calcule avec complaisance le droit de commission que chaque nègre acheté lui procurera et de combien d’esclaves, acquis même aux dépens des armateurs, il grossira sa pacotille. L’habitant américain calcule à son tour combien lui vaudra chaque goutte de sang dont le nègre arrosera son habitation et si la négresse donnera plus à sa terre par les travaux de ses mains que par le travail de l’enfantement. »  
Mais le tribunal de l’amirauté se montre peu sensible aux arguments et condamne, en mars 1776, les assureurs à payer le dédommagement réclamé. La sentence est confirmée par le Parlement en mai 1778.

## Œuvres

Nouveau commentaire sur l'Ordonnance de la Marine du mois d'août 1681 par Emérigon.
(1780)

Il est l'auteur de la règle dite « règle de Balthazard », qu'il a élaborée en 1776 et qui lui a permis d'obtenir gain de cause dans une affaire de billets à ordre portant sur des contrats d'assurance maritime, soumise au Parlement de Provence à Aix (cf. Traité des assurances et des contrats à la grosse, Marseille 1783 chapitre X section III).
Cette règle est utilisée de nos jours par les assureurs, médecins-experts, avocats et juges dans la détermination du taux d'incapacité des victimes d'accidents.

## Publications
- Nouveau commentaire sur l'ordonnance de la marine du mois d'août 1681, par M*** [B.-M. Émerigon] , Marseille, J Mossy, 1780
- Mémoires sur les contestations maritimes, 1780.
- Balthazard-Marie Émérigon, Traité des assurances et des contrats à la grosse aventure, Marseille, Mossy, 1783
- Traité des Assurances et des Contrats à la grosse, Marseille, 1784, Tome 1: , Tome 2 :

## Source
Cet article comprend des extraits du Dictionnaire Bouillet. Il est possible de supprimer cette indication, si le texte reflète le savoir actuel sur ce thème, si les sources sont citées, s'il satisfait aux exigences linguistiques actuelles et s'il ne contient pas de propos qui vont à l'encontre des règles de neutralité de Wikipédia.